# Колон (округ)
Округ Колон (ісп. Colón) — адміністративно-територіальна одиниця 2-ого рівня у провінції Буенос-Айрес в центральній Аргентині. Адміністративний центр округу — Колон (ісп. Colón).
Населення округу становить 24890 осіб (2010). Площа — 1022 кв. км.

## Історія
Округ заснований у 1892 році.

## Населення
У 2010 році населення становило 24890 осіб. З них чоловіків — 12109, жінок — 12781.

## Політика
Округ належить до 2-ого виборчого сектору провінції Буенос-Айрес.